# اورتو-وانیلین
اورتو-وانیلین (به انگلیسی: Ortho-Vanillin) با فرمول شیمیایی C8H8O3 یک ترکیب شیمیایی است. که جرم مولی آن ۱۵۲٫۱۵ گرم بر مول می‌باشد. شکل ظاهری این ترکیب، Yellow, fibrous solid است.